# Mira Nair
Mira Nair (Rourkela, 15 oktober 1957) is een Indiase regisseur en producent. Ze is de oprichtster van het productiebedrijf Mirabai Films en staat bekend om haar films en documentaires die zich focussen op de culturele en socio-economische aspecten van de Indiase samenleving. Ze won in 2001 de Gouden Leeuw voor Monsoon Wedding.

## Biografie
Mira Nair werd in 1957 geboren in Rourkela, een stad in de Indiase staat Odisha, als de dochter van Amrit Nair, een ambtenaar, en Praveen Nair, een maatschappelijk werkster die zich ontfermde over ongeletterde kinderen. Samen met haar twee oudere broers en ouders groeide ze op in Bhubaneswar. Ze is een Punjabi. Op elfjarige leeftijd verhuisde ze met haar familie naar Delhi omdat haar vader een nieuwe functie had gekregen. Twee jaar later sloot ze zich in Simla aan bij Loreto Convent Tara Hall, een Iers-katholieke school onder leiding van missionarissen. Daar raakte ze in de ban van Engelstalige literatuur. Later studeerde ze aan de Universiteit van Delhi, waar ze een masterdiploma behaalde in de richting sociologie. Vervolgens kreeg ze een studiebeurs om aan Cambridge University te studeren, maar ze legde het aanbod naast zich neer en koos in de plaats voor een opleiding aan Harvard University.

### Filmcarrière

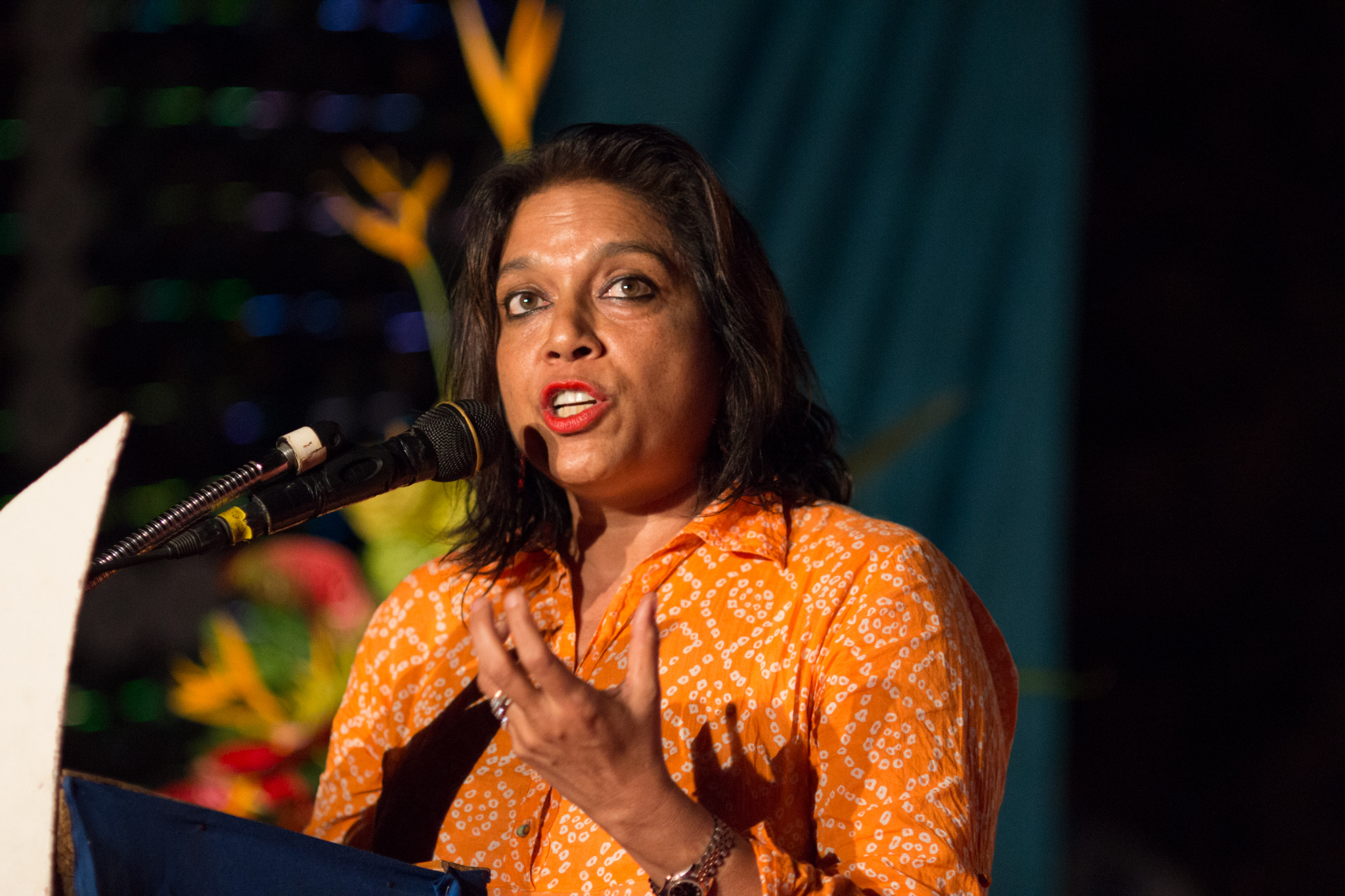
Mira Nair op het Zanzibar International Film Festival (2013).

Aan Harvard University was Nair betrokken bij de theaterafdeling en won ze een prijs voor haar voordracht van Iocastes toespraak in Seneca's Oedipus. 
Haar filmcarrière begon met het maken van documentaires waarin ze de Indiase cultuur centraal stelde. Voor haar filmthesis (1978–1979) aan Harvard maakte ze de achttien minuten durende documentaire Jama Masjid Street Journal. In de daaropvolgende jaren regisseerde ze So Far from India (1982) en India Cabaret (1984). In die laatste, controversiële documentaire volgde Nair enkele vrouwelijke strippers uit Bombay.
In 1988 maakte Nair de overstap naar film. Haar debuutfilm, Salaam Bombay! (1988), toonde het dagelijkse leven van arme straatkinderen uit Bombay. De prent won meer dan twintig internationale filmprijzen en werd in 1989 ook genomineerd voor de Oscar voor beste buitenlandse film. Enkele jaren later regisseerde Nair de romantische komedie Mississippi Masala (1991) met Denzel Washington en Sarita Choudhury als hoofdrolspelers. 
Een decennium later maakte Nair met Monsoon Wedding (2001) een van haar bekendste films. De romantische komedie werd genomineerd voor een Golden Globe en leverde haar op het filmfestival van Venetië de Gouden Leeuw op. In 2014 ging op Broadway de musicalversie van Monsoon Wedding in première. In 2006 verfilmde Nair de roman The Namesake van schrijfster Jhumpa Lahiri.

## Prijzen en nominaties
Academy Awards
- Beste buitenlandse film – Salaam Bombay! (1988) (genomineerd)

BAFTA Awards
- Beste niet-Engelstalige film – Salaam Bombay! (1988) (genomineerd)
- Beste niet-Engelstalige film – Monsoon Wedding (2001) (genomineerd)

Golden Globes
- Beste buitenlandse film – Salaam Bombay! (1988) (genomineerd)
- Beste buitenlandse film – Monsoon Wedding (2001) (genomineerd)

Gouden Leeuw
- Mississippi Masala (1991) (genomineerd)
- Monsoon Wedding (2001) (gewonnen)
- Vanity Fair (2004) (genomineerd)

César
- Beste buitenlandse film – Salaam Bombay! (1988) (genomineerd)
- Beste film van de EU – 11'09"01 September 11 (2002) (genomineerd)

## Filmografie

### Documentaire
- Jama Street Masjid Journal (1979)
- So Far From India (1982)
- India Cabaret (1985)
- Children of a Desired Sex (1987)

### Film
- Salaam Bombay! (1988)
- Mississippi Masala (1991)
- The Day the Mercedes Became a Hat (1993)
- The Perez Family (1995)
- Kama Sutra: A Tale of Love (1996)
- My Own Country (1998) (tv-film)
- Monsoon Wedding (2001)
- Hysterical Blindness (2002) (tv-film)
- 11'09"01 September 11 (2002) (segment "India")
- Still, The Children are Here (2003)
- Vanity Fair (2004)
- The Namesake (2006)
- New York, I Love You (2009) (segment "Kosher Vegetarian")
- 8 (2008) (segment "How can it be?")
- Amelia (2009)
- The Reluctant Fundamentalist (2013)
- Words with Gods (2014) (segment "God Room")
- The Bengali Detective (2015)